# Classe Monarch
A Classe Monarch foi uma classe de navios de defesa costeira operada pela Marinha Austro-Húngara, composta pelo SMS Monarch, SMS Wien e SMS Budapest. Suas construções começaram no final do século XIX; o batimento de quilha dos três ocorreu em 1893, com a primeiro tendo sido construído pelo Arsenal Naval de Pola e os dois últimos pelo Stabilimento Tecnico Triestino. O Monarch e o Wien foram lançados ao mar em 1895, seguido pelo Budapest no ano seguinte, sendo todos comissionados entre 1897 e 1898. A classe foi projetada pelo arquiteto naval Siegfried Popper e tinha a intenção de acompanhar desenvolvimentos internacionais em couraçados pré-dreadnought.
Os navios da Classe Monarch eram armados com uma bateria principal composta por quatro canhões de 240 milímetros montados em duas torres de artilharia duplas. Tinham um comprimento de fora a fora de 99 metros, boca de dezessete metros, calado de mais de seis metros e um deslocamento carregado de mais de cinco mil toneladas. Seus sistemas de propulsão eram compostos por cinco ou dezesseis caldeiras a carvão que alimentavam dois motores de tripla-expansão, que por sua vez giravam duas hélices até velocidades máximas de quinze a dezessete nós (28 a 32 quilômetros por hora). Os navios também tinham um cinturão de blindagem de até 170 milímetros de espessura.
Os três navios passaram a maior parte de suas carreiras realizando treinamentos e partindo em visitas diplomáticas para portos estrangeiros ao redor do Mar Mediterrâneo. Em 1897 o Wien participou de um bloqueio internacional na ilha de Creta durante uma revolta contra o Império Otomano. O comissionamento de classes de couraçados foi deixando a Classe Monarch cada vez mais obsoleta. As embarcações pouco fizeram durante a Primeira Guerra Mundial, passando a maior parte do conflito atracados em suas bases. O Wien foi afundado em 1917 por um ataque italiano, enquanto o Monarch e o Budapest foram tomados pelos Aliados ao final da guerra e desmontados em 1921.